# Fender Duo-Sonic
Fender Duo-Sonic je model električne gitare čiju je Fender proizvodnju u više navrata započinjao, i prekidao. Prvi puta ju je predstavio 1956. godine. Model je zamišljen kao dio "student" linije modela gitara s ugrađenom konfiguracijom od dva jednostruka elektromagneta (za razliku od standardnih Fender modela blade-style) i s dodanim preklopnikom na donjem dijelu roga/tijela pomoću kojeg se kontrolira odabir magenta: bliže vratu gitare, mostu gitare ili oba elektromagneta (kao u primjeru i dvostruke konfiguracije elektromagneta). Ostale značajke tipične su za fenderov stil gradnje instrumenata npr., vrat od javora pričvršćen je vijcima za puno tijelo giatre, most je klasični fiksni. Dužina skale nešto je kraća nego u standardnih modela, stoga model svojim dizajnom "apelira" da ga upotrijebi mlađa populacija glazbenika, gitaristi početnici, i svi drugi glazbenici kraćih ruku.